# André Krul
André Krul (* 8. Mai 1987 in Grootschermer, Nordholland) ist ein niederländischer Fußballspieler, der auf der Position des Torhüters spielt.

## Laufbahn
Krul ist ein Weltenbummler in Sachen Fußball. Er war unter anderem schon in Kolumbien für Boyacá Chicó aktiv, er spielte in Australien für die Preston Lions (2018) und in Puerto Rico für Bayamón FC (2014). In Japan spielte er für Iwaki FC (2016) und in Belgien für KV Turnhout (2015). Vorher spielte er für verschiedene niederländische Vereine und den maltesischen Klub FC Valletta, der ihn für die Champions-League-Qualifikation im Juli 2012 verpflichtet hatte.